# Racket (Film)
Racket (Originaltitel: Il grande racket) ist ein 1976 veröffentlichter Poliziesco mit Fabio Testi in der Hauptrolle. Der Film gilt als eines der Hauptwerke des Genres und seines Regisseurs Enzo G. Castellari. Der Film zeichnet sich durch eine innovative und präzise Kameraführung aus. Der Film konnte an die Erfolge seines Vorgängers Tote Zeugen singen nicht anknüpfen und wurde ein finanzieller Erfolg. Videotitel des Films ist Racket – Bei Anruf Mord.

## Handlung
Rom versinkt im Verbrechen. Inspektor Palmieri ist ein junger Polizist voller Ideale. Doch die organisierte Kriminalität wächst und wächst. Bewaffnete Gruppen erpressen Geschäftsleute und verbreiten Angst und Schrecken. Unter der Leitung des Anführers Rudy aus Marseille verschärft sich die Gewalt der Verbrecher. Palmieri möchte die Kriminalität eindämmen. Nach einem Anschlag auf sein Leben verliert Palmieri das letzte bisschen Vertrauen in die Justiz und die staatlichen Organe. Die Opfer der Verbrecher sagen aus Angst nicht aus. Gerichtsverhandlungen kommen nicht zustande und der findige Anwalt Giovanni Giuni verhindert jede Verurteilung der Verbrecher. Palmieri verliert infolge seiner Ermittlungstätigkeit seine Anstellung bei der Polizei. Um die organisierte Kriminalität zu bekämpfen, greift er zu ungewöhnlichen Mitteln. Er will die Kriminalität mit einer schlagfertigen Truppe bekämpfen. Diese Gruppe setzt sich aus Sträflingen, Opfern der Kriminellen und verdrängten Konkurrenten der Verbrecher zusammen. Mit dieser Gruppe lauert er in einer verlassenen Industriehalle den Verbrechern auf. Zu seiner Überraschung erkennt Palmieri, dass die Verbrecher mehrere Polizeibeamte bestochen haben. Kopf der Bande ist Anwalt Giovanni Giuni, während Rudy aus Marseille nur eine untergeordnete Rolle spielt. Das Gefecht zwischen Palmieris Gruppe und den Verbrechern überlebt Palmieri als Einziger.

## Weiteres
- Aufgrund des Erfolges des Films drehte Regisseur Castellari mit Fabio Testi 1977 den Film Dealer Connection – Die Straße des Heroins.
- Der Film weist eine Vielzahl von hervorragend gefilmten Szenen auf. Hervorzuheben ist eine Szene, in der Darsteller Fabio Testi in einem Auto sitzend einen Abhang hinunterrollt. Die komplette Szene wurde im Auto mit Testi gedreht.
- Für den Jerry Cotton Band 1152 wurde eine Aufnahme von Fabio Testi aus dem Film als Titelbild verwendet.

## Kritik
- „... sehr gut gemachter aber immer noch recht konventioneller Polizeifilm, der in ein rüdes Selbstjustiz-Spektakel umschlägt.“[1]
- Das Lexikon des internationalen Films sah in Racket einen „brutale(n) Selbstjustizfilm, dem es nur um spekulative Effekte geht“.[2]
- Il Messaggero lobt den Film für seine psychologische Ausgestaltung der Figuren und seinen Spannungsaufbau.[3]
- film.tv.it hob die außergewöhnliche Zusammensetzung der von Palmieri zusammengestellten Truppe als unerreicht und bezeichnete den Film als einen der besten Filme Girolamis.[4]